# Bodianus prognathus
Bodianus prognathus е вид бодлоперка от семейство Labridae. Видът не е застрашен от изчезване.

## Разпространение и местообитание
Разпространен е в Кирибати и Малки далечни острови на САЩ.
Среща се на дълбочина от 5 до 24 m, при температура на водата от 27,4 до 28,4 °C и соленост 34,7 – 35,3 ‰.

## Описание
На дължина достигат до 17,9 cm.